# Pletschmühle (Nettetal)
Die Pletschmühle war eine am Pletschbach gelegene Wassermühle in Nettetal-Dyck mit einem unterschlächtigen Wasserrad.

## Geographie
Die Pletschmühle stand am Pletschbach und hat ihren Standort in Dyck 169 in der Stadt Nettetal. Das Gelände, auf dem die Mühle stand, hat eine Höhe von ca. 50 m über NN.
Die Pflege und Unterhaltung des Pletschbachs obliegt dem Netteverband, der in Nettetal seinen Sitz hat.

## Geschichte
Die Pletschmühle war ein geldrisches Lehen und war in Erbpacht vergeben. Sie erscheint in der Karte des Landmessers Goeurdt Heutmechers von 1646, wie auch in der Jean-Joseph-Tranchot-Karte 1804/05.
Am Pletschbach liegt eine langgestreckte Höfezeile, die als Lobbericher Honnschaft Dyck  bekannt ist. Die Höfe die dort mahlen ließen, bildeten die Grundlage für Existenz der Mühle, die als Öl- und Getreidemühle betrieben wurde. Das Wasserrad wurde unterschlächtig betrieben und hatte ständig unter Wassermangel zu leiden. In der zweiten Hälfte des 19. Jahrhunderts lag die Mühle im Sommer still und konnte im Winter höchstens an drei Tagen für wenige Stunden arbeiten. Um 1900 wurde der Mühlenbetrieb eingestellt und die Mühle niedergelegt.